# Dendropsophus rhodopeplus
Dendropsophus rhodopeplus és una espècie de granota que viu a Bolívia, el Brasil, Colòmbia, Equador i el Perú.